# 月亮金字塔
月亮金字塔是中美洲的第二大金字塔，仅次于太陽金字塔，位于现今墨西哥的圣马丁德拉斯皮拉米德斯。它坐落在特奧蒂瓦坎古城的西部。塞罗戈多山在納瓦特爾語中意为“母石”或“保护之石”。
月亮金字塔的建设始于公元100年至450年间，用于举行动物与人类的献祭仪式，也作为献祭者的埋葬场所。在公元250至400年间，月亮金字塔经历了快速扩建。顶部的平台用于祭祀特奥蒂瓦坎大女神，她象征着水、丰饶、大地，甚至创造本身。因此，顶部平台和金字塔底部的雕塑均奉献给这位大女神。

## 外部連結
- 维基共享资源上的相關多媒體資源：月亮金字塔

19°41′59″N 98°50′38″W / 19.6996°N 98.8440°W